# شياكي موكاي
شياكي موكاي (باليابانية: 向井千秋) (و. 1952 – م) هي رائدة فضاء، وطبيبة من اليابان . ولدت في تاتيباياشي، غونما .

## ريادة الفضاء
شاركت في المهمات الفضائية:
- STS-65
- STS-95.

## التعليم
تعلمت في جامعة كيئو

## جوائز
حصلت على جوائز منها:
- Princess of Asturias Award for International Cooperation (1999).